# Saturday Teenage Kick
Saturday Teenage Kick is het eerste studioalbum van Junkie XL, uitgebracht in 1997 door Roadrunner Records.
Het album bevat de dancestijlen big beat, house en triphop. Bezetting: Dino Cazares op de elektrische gitaar, Patrick Tilon (Rudeboy) met lyrics en rap, Junkie XL als componist, engineer en muziekproducent. Het album verscheen op 17 januari 1998 in de Nederlandse Album Top 100 en stond daar in totaal 30 weken in de lijst met hoogste notering plaats 61. Het album ontving drie sterren op de muzieksite AllMusic.

## Nummers
| Nr. | Titel                   | Duur  |
| --- | ----------------------- | ----- |
| 1   | Underachievers          | 5:32  |
| 2   | Billy Club              | 4:08  |
| 3   | No Remorse              | 6:40  |
| 4   | Metrolike               | 5:37  |
| 5   | X-Panding Limits        | 3:17  |
| 6   | War                     | 2:49  |
| 7   | Saturday Teenage Kick   | 4:15  |
| 8   | Dealing With The Roster | 5:27  |
| 9   | Fight                   | 5:38  |
| 10  | Melange                 | 4:07  |
| 11  | Def Beat                | 4:54  |
| 12  | Future In Computer Hell | 17:51 |